# جائزة أيطاليا الكبرى 1948
جائزة أيطاليا الكبرى 1948 (بالإنجليزية: 1948 Italian Grand Prix)‏ هو سباق فورمولا 1 أقيم بتاريخ 5 سبتمبر 1948 في إيطاليا.